# 55-й вірджинський піхотний полк
55-й вірджинський добровольчий піхотний полк (англ. 55th Virginia Volunteer Infantry Regiment) був піхотним полком, набраними в штаті Вірджинія, в його прибережній частині, для служби в армії Конфедерації під час Громадянської війни в США. Він бився в складі Північновірджинської армії, і брав участь майже у всіх боях на Східному Театрі, в тому числі в атаці Пікетта під Геттісбургом.

## Формування
Перші роти полку були сформовані ще влітку 1860 року під час повстання Джона Брауна. Ще 6 рот були сформовані після битви за форт Самтер. В результаті полк налічував 8 рот:
- Рота A (Essex Artillery) — округ Ессекс
- Рота B (Middlesex Artillery) — округ Мідлессекс
- Рота C (Middlesex Southerners) — округ Мідлессекс
- Рота D (Essex Davis Rifles) — округ Ессекс
- Рота E (Westmoreland Greys) — округ Вестморленд
- Рота F (Essex Sharpshooters) — округ Ессекс
- Рота G (Essex Grays) — округ Ессекс
- Рота H (Middlesex Rifles) — округ Мідлессекс

Рота С була набрана доктором Уїльямом Крістіаном, який був обраний командиром всього полку. У вересні 1861 року полк був включений до армії Конфедерації.

## Бойовий шлях
Навесні 1862 55-й вірджинський входив до складу бригади Чарльза Філда, яка вважалася однією з найкращих бригад в Північновірджинської армії і була частиною знаменитої «Легкої дивізії Хілла». Бригада брала участь у кампанії в долині Шенандоа а потім в Семиденній битві. У битві при Глендейлі був поранений полковник Вільям Крістіан і командування прийняв полковник Френсіс Мелорі причому генерал Емброуз Хілл згадав його в рапорті в числі інших відзначених офіцерів.
Бригада Філда брала участь у Другій битві при Бул-Рані, де був поранений сам Філд і бригаду передали полковнику Брокенбро. У вересні 1862 вона брала участь в Мерілендській кампанії; в цей час 55-му Вірджинському полку командував майор Чарльз Лоусон. В ході кампанії бригада Брокенбро брала участь в облозі Харперс-Феррі, а в битві при Ентітемі була всерйоз задіяна. Згодом, зважаючи на невисокі здібності полковника Брокенбро, боєздатність всіх полків бригади поступово падає.
Навесні 1863 року полковник Меллорі був убитий в битві при Чанселорсвіллі. У цій битві були втрачені багато інших офіцери полку: підполковник Вільям Крістіан, майор Ендрю Саундерс і майор Еван Райс. Один з учасників битви потім згадував: «Втрати: полковник убитий, підполковник поранений, майор убитий. Всі капітани, крім одного, вбиті або поранені. Всі перші лейтенанти вбиті або поранені. Всі другі лейтенанти, крім чотирьох, вбиті або поранені. Третина всіх рядових вбиті або поранені. І те, що залишилося від 55-го Вірджинії, тепер було під командуванням ад'ютанта і чотирьох інших лейтенантів. Кардіган під Балаклавою залишив сотні полоненими. Пікет під Геттісбергом залишив сотні. Але кожен рядовий 55-го Вірджинії, хто міг ходити, покинув поле бою».
У ході гетісберзької кампанії полком знову командував полковник Вільям Крістіан і полк значився в бригаді Брокенбро. 30 червня полк розгорнув в пікетний ланцюг на рубежі річки Марш-Крік. Коли бригада Петтігрю вирушила в Геттісберг, генерал Петтігрю звернувся до полковника Крістіану з проханням приєднатися до бригади, оскільки його люди були недостатньо досвідчені і йому хотілося мати при собі надійний полк.
1 липня, під час атаки дивізії Хета на хребет Макферсона бригада Брокенбро брала участь у другій фазі атаки. Полк атакував позиції противника біля ферми Макферсона. У той час в полку служив Ален Редвуд знаменитий згодом художник, який багато років по тому зобразив цю атаку на картині. Під час тієї атаки полки бригади виявилися під різним командуванням: два полки очолив Брокенбро, а два — полковник Майо. 55-й вірджинський так і не отримав наказу про наступ, тому змушений був практично бігом наздоганяти інші полки бригади.
На третій день битви бригада Брокенбро брала участь в атаці Пікетта, де вона стояла на лівому фланзі дивізії Петтігрю, при чому 55-й вірджинський займав крайній лівий фланг бригади. Після початку атаки бригада відстала від інших частин дивізії, потім зовсім зупинилася і почала відступати.
14 липня 1863 року в ході відступу від Геттісбергу в полон потрапив Вільям Крістіан, командир полку. Він майже пів року провів у таборі для військовополонених в Огайо.